# 조르당 곡선 정리

조르당 곡선 정리의 그림 예시. 조르당 곡선(그림의 검은색)은 평면을 "내부" 영역(밝은 파랑)과 "외부" 영역(분홍색)의 두 부분으로 분리한다.

위상수학에서 조르당 곡선 정리(Jordan曲線定理, 영어: Jordan curve theorem)는 평면 위에 있는 단순 닫힌 곡선이 평면을 안과 밖 두 개의 영역으로 분할한다는 정리이다.

## 정의
위상 공간 {\displaystyle X} 위의 단순 닫힌 곡선은 연속 단사 함수 {\displaystyle \mathbb {S} ^{1}\to X}의 상이다.
{\displaystyle C\subset \mathbb {R} ^{2}}가 단순 닫힌 곡선이라고 하자. 조르당 곡선 정리에 따르면, 다음이 성립한다.
- {\displaystyle \mathbb {R} ^{2}\setminus C}는 두 개의 연결 성분 {\displaystyle A_{1},A_{2}\subset \mathbb {R} ^{2}}을 갖는다.
- 두 연결 성분 가운데 하나는 유계 집합이며, 다른 하나는 유계 집합이 아니다. 유계 집합인 것을 {\displaystyle A_{1}}, 유계 집합이 아닌 것을 {\displaystyle A_{2}}라고 하자.
- 두 연결 성분의 ({\displaystyle \mathbb {R} ^{2}}에서의) 경계는 {\displaystyle C}이다. 즉, {\displaystyle \partial A_{1}=\partial A_{2}=C}이다.

또한, 다음과 같은 조르당-쇤플리스 정리(영어: Jordan–Schoenflies theorem)가 성립한다.
- {\displaystyle A_{1}}은 열린 원판 {\displaystyle \mathbb {B} ^{2}}과 위상 동형이며, {\displaystyle A_{2}}는 닫힌 원판의 여집합 {\displaystyle \mathbb {R} ^{2}\setminus {\bar {\mathbb {B} }}^{2}}과 위상 동형이다.

## 일반화
고차원에서는 다음과 같은 조르당-브라우어르 정리(영어: Jordan–Brouwer theorem)가 성립한다.
{\displaystyle n}차원 초구에서 같은 차원의 유클리드 공간 {\displaystyle \mathbb {R} ^{n}}로 가는 연속 단사 함수
{\displaystyle f\colon \mathbb {S} ^{n}\to \mathbb {R} ^{n}}
가 주어졌다고 하자. 조르당-브라우어르 정리에 따르면, 다음이 성립한다.
- {\displaystyle \mathbb {R} ^{n}\setminus f(\mathbb {S} ^{n})}은 두 개의 연결 성분 {\displaystyle A_{1},A_{2}\subset \mathbb {R} ^{2}}을 갖는다.
- 두 연결 성분 가운데 하나는 유계 집합이며, 다른 하나는 유계 집합이 아니다.
- 두 연결 성분의 ({\displaystyle \mathbb {R} ^{n}}에서의) 경계는 {\displaystyle C}이다. 즉, {\displaystyle \partial A_{1}=\partial A_{2}=C}이다.

그러나 고차원에서는 조르당-쇤플리스 정리가 성립하지 않으며, 알렉산더의 뿔 달린 구와 같은 반례가 존재한다. 이 경우, 알렉산더의 뿔 달린 구의 내부는 3차원 공과 위상 동형이지만, 외부는 3차원 공의 여집합과 위상 동형이 아니다.

## 역사
조르당 곡선 정리는 직관적으로 당연해 보이지만, 매끄러운 곡선이나 연속 미분 가능 곡선 따위가 아닌, 코크 곡선과 같은 임의의 연속 곡선에 대하여 증명하는 것은 대수적 위상수학의 도움 없이는 매우 어렵다. 또한, 마찬가지로 당연한 것처럼 생각되는 조르당-쇤플리스 정리는 고차원에서는 직관과 달리 성립하지 않는다.
첫 증명은 1887년 카미유 조르당이 교과서 《에콜 폴리테크니크 해석학 교재》(프랑스어: Cours d’analyse de l’École Polytechnique) 3권에 수록하였다.
1905년 오즈월드 베블런은 조르당의 증명이 완전하지 못하다고 지적하면서 완전히 엄밀한 증명을 발표하였다.
His proof, however, is unsatisfactory to many mathematicians. It assumes the theorem without proof in the important special case of a simple polygon, and of the argument from that point on, one must admit at least that all details are not given.
한편 토머스 캘리스터 헤일스는 조르당이 빠뜨렸다고 하는 다각형에 대한 증명은 간단한 것이므로 전체 증명을 부정할만한 오류가 아니라고 주장했다.
Nearly every modern citation that I have found agrees that the first correct proof is due to Veblen... In view of the heavy criticism of Jordan’s proof, I was surprised when I sat down to read his proof to find nothing objectionable about it. Since then, I have contacted a number of the authors who have criticized Jordan, and each case the author has admitted to having no direct knowledge of an error in Jordan’s proof.